# Túnel del Escalda Occidental
El Western Scheldt Tunnel es un túnel submarino de 6,6 km de longitud en la autopista holandesa N62, construido bajo el estuario del Escalda Occidental, entre las localidades de Ellewoutsdijk y Terneuzen.

## Descripción
Es el túnel de carretera más largo de los Países Bajos. Fue construido por NV Westerscheldetunnel, literalmente "La Compañía del Túnel del Escalda Occidental". El Ministerio de Transporte, Obras Públicas y Control del Agua de los Países Bajos posee el 95,4% del túnel, y el 4,6% restante pertenece a la provincia de Zelanda. Se abrió al tráfico el 14 de marzo de 2003. Desde entonces, el ferry para automóviles entre Flesinga, Breskens, Kruiningen y Perkpolder, operado por el servicio provincial de buques a vapor, ha ido perdiendo peso hasta su desaparición.
El Western Scheldt Tunnel es un túnel taladrado que consiste en dos tubos excavados por una máquina tuneladora. Cada tubo tiene espacio suficiente para dos carriles, pero no para arcén. Cada 250 m hay conexiones laterales entre ambos túneles, que normalmente están cerradas y bloqueadas, pero se desbloquean automáticamente en caso de emergencia. El tráfico en el otro túnel se reduciría a un solo carril para permitir a las personas caminar seguros hacia la salida.
Tiene una longitud de 6,6 km, y en el extremo sur, la inclinación alcanza un 4,5%, lo que es una inclinación muy alta comparada con el resto del país, casi totalmente llano. El túnel tiene su punto más bajo en Pas van Terneuzen, a 60 metros bajo el nivel del mar.
El peaje se cobra en Borssele para ambas direcciones. La tarifa para un coche era de 5 € en 2014.

## Bus
El túnel no puede ser utilizado por ciclistas o peatones, pero se puede hacer uso del servicio de autobús a través del túnel. Los ciclistas pueden ir de la estación de peaje en Ellewoutsdijk hasta la estación de autobuses en Terneuzen. Se puede solicitar bajo un adelanto de una hora el transporte de la bicicleta o ciclomotor. El servicio es provisto por Connexxion. Los viajeros que pasen en autobús no tienen que pagar suplemento sobre la tarifa común de la ruta.
Las líneas disponibles son:
- línea 20: Goes-Tolplein-Terneuzen-Sluiskil-Sas van Gent-Zelzate (Flandes)
- línea 50: Middelburg y Hulst

## Velocidad
La velocidad máxima permitida dentro del túnel son 100 km/h, aunque puede cambiar en cualquier momento por motivos del tráfico y seguridad. En un tramo antes de llegar, la velocidad máxima está limitada a 80 km/h para evitar atascos en la entrada. La velocidad en el interior está constantemente controlada por radares, calculando la velocidad media.
- Datos: Q1285749
- Multimedia: Westerscheldetunnel / Q1285749